# مفرق ميتم (حارة)

تعديل مصدري - تعديل

مفرق ميتم هي إحدى حارات حي المشنة بمدينة إب اليمنية، بلغ تعداد سكانها 1365 نسمة حسب تعداد اليمن لعام 2004.